# اروما
اروما (به عربی: أروما) یک منطقهٔ مسکونی در سودان است که در کسلا واقع شده‌است.